# エセキエル・ブスケツ
エセキエル・ブスケツ・サンギネッティ（Ezequiel Busquets Sanguinetti , 2000年10月24日 - ）は、ウルグアイ・ロチャ県チュイ出身のプロサッカー選手。セグンダ・ディビシオンBのマルベジャFCに所属している。ポジションはDF。

## 来歴
2018年シーズンにCAペニャロールのトップチームに昇格。同年6月8日のデフェンソール・スポルティング戦でプロデビュー。同年シーズンはリーグ戦12試合に出場。翌2019年シーズンは前期リーグで優勝を経験。後期リーグ優勝のナシオナル・モンテビデオとの優勝決定プレーオフに挑むも、0勝2敗で敗れた。
2020年8月27日、マルベジャFCに買い取りオプション付きの1シーズン契約でレンタル移籍した。

## 代表経歴
2019年にU-20のウルグアイ代表として南米ユース選手権に出場し、3位入賞。2019 FIFA U-20ワールドカップでは、グループCで3戦全勝で勝ち上がったものの、トーナメント1回戦でエクアドルに敗れた。